# Дерек Дуган
Александер Дерек Дуган (англ. Alexander Derek Dougan, нар. 20 січня 1938, Белфаст, Північна Ірландія — пом. 24 червня 2007, Вулвергемптон, Англія) — північноірландський футболіст, що грав на позиції нападника.
Виступав, зокрема, за клуб «Вулвергемптон Вондерерз», а також національну збірну Північної Ірландії.
Володар Кубка Футбольної ліги.

## Клубна кар'єра
У дорослому футболі дебютував 1955 року виступами за команду клубу «Лісберн Дістіллері», в якій провів два сезони, взявши участь у 76 матчах чемпіонату.
Згодом з 1957 по 1967 рік грав у складі команд клубів «Портсмут», «Блекберн Роверз», «Астон Вілла», «Пітерборо Юнайтед», «Лестер Сіті» та «Лос-Анджелес Вулвс».
Своєю грою за останню команду привернув увагу представників тренерського штабу клубу «Вулвергемптон», до складу якого приєднався 1967 року. Відіграв за клуб з Вулвергемптона наступні вісім сезонів своєї ігрової кар'єри. Більшість часу, проведеного у складі «Вулвергемптона», був основним гравцем атакувальної ланки команди. У складі «Вулвергемптона» був одним з головних бомбардирів команди, маючи середню результативність на рівні 0,37 голу за гру першості.
Завершив професійну ігрову кар'єру у клубі «Кеттерінг Таун», за команду якого виступав протягом 1975—1976 років.

## Виступи за збірну
1958 року дебютував в офіційних матчах у складі національної збірної Північної Ірландії. Протягом кар'єри у національній команді, яка тривала 16 років, провів у формі головної команди країни лише 43 матчі, забивши 8 голів.
У складі збірної був учасником чемпіонату світу 1958 року у Швеції.

## Досягнення
- Володар Кубка Футбольної ліги:

«Вулвергемптон Вондерерз»: 1973—1974